# Горы Гницевича
Горы Гницевича (Gnitsevich Seamounts, Gory Gnitsevicha) - географический объект, подводный горный хребет в северо-восточной части Атлантического океана, элемент океанического хребта. Находится на расстоянии около 1500 км от испанского города Виго, расположенного на атлантическом побережье. Координаты: 44° 32' 00" северной широты, 25° 17' 00" западной долготы . Располагаются на глубине 920 метров. Давление воды на поверхности гор 9,3 МПа .
В 2005 г. возвышенности присвоено имя капитана 1 ранга Евгения Куприяновича Гницевича (1928-2001), выдающегося советского гидрографа, с 1974 по 1979 гг. занимавшего должность начальника гидрографической службы Балтийского флота, в 1979-1988 гг. - начальника отдела навигационного оборудования Главного управления навигации и океанографии Министерства обороны СССР. Занимая руководящие должности в системе ВМФ СССР и возглавляя делегации Советского Союза на международных конференциях и конгрессах гидрографических служб, Е.К. Гницевич внес существенный вклад в развитие гидрографических исследований северо-атлантического региона, был идеологом создания современной системы навигационного оборудования и обеспечения безопасности мореплавания в Балтийском море .